# Howard Courtney Goodfellow
Howard Courtney Goodfellow, britanski general, * 1898, † 1983.